# Neohylus dubius
Neohylus dubius là một loài bọ cánh cứng trong họ Cerambycidae.